# Schweizerische Bundesbahnen

SBB-Netz (Stand 2016)

Die Schweizerische Bundesbahnen AG, kurz SBB, französisch Chemins de fer fédéraux suisses CFF, italienisch Ferrovie federali svizzere FFS, rätoromanisch Viafiers federalas svizrasⓘ VFF resp. VFS, englisch Swiss federal railways SFR; Markenauftritt SBB CFF FFS, ist die staatliche Eisenbahngesellschaft der Schweiz mit Sitz in der Bundesstadt Bern. Die Abkürzungen VFF, VFS und SFR werden selten verwendet; in englischen Texten wird meist SBB oder SBB-CFF-FFS genutzt.

## Unternehmen
Per 1. Januar 1999 wurden die SBB von der Bundesverwaltung ausgegliedert und in eine spezialgesetzliche Aktiengesellschaft des öffentlichen Rechts umgewandelt, deren Aktien sich vollumfänglich im Eigentum der Schweizerischen Eidgenossenschaft befinden.
Die Aktiengesellschaft wird nach unternehmerischen Gesichtspunkten geführt. Der Bundesrat legt jeweils für vier Jahre die strategischen Ziele fest. Daneben werden in der Leistungsvereinbarung die Abgeltungen und die Darlehen des Bundes für die Infrastruktur und die dafür zu erbringende Leistung festgelegt. Die Abgeltung des regionalen Personenverkehrs und des kombinierten Verkehrs erfolgt separat nach den gleichen Regeln wie für andere Unternehmen. Der Personenfernverkehr und der übrige Güterverkehr sind mindestens kostendeckend zu betreiben.
Im Juni 2022 waren die SBB in der Liste der grössten Unternehmen in der Schweiz auf dem 32. Rang vertreten.

### Struktur und Leitung
Der vom Bundesrat gewählte Verwaltungsrat wird seit 2016 von Monika Ribar präsidiert. Dem Präsidium des Verwaltungsrates ist die Konzern-Revision und dem Verwaltungsrat die Konzernleitung direkt unterstellt.
Der Konzern besteht aus den vier Divisionen Markt Personenverkehr, Produktion Personenverkehr, Infrastruktur und Immobilien sowie dem Segment Güterverkehr (mit den Tochtergesellschaften SBB Cargo AG und SBB Cargo International AG). Die Divisionen sind für die Bearbeitung ihrer Marktbereiche zuständig. Konzernbereiche sind jeweils für Querschnittsfunktionen zuständig, die sie fachlich führen (Finanzen inkl. Supply Chain Management, Informatik, Unternehmensentwicklung, Recht und Compliance, Human Resources, Kommunikation, Sicherheit und Qualität sowie Public Affairs und Regulations).
Vincent Ducrot leitet die Konzernleitung als Vorsitzender. Er übernahm die Leitung von Andreas Meyer, welcher das Unternehmen von 2007 bis 2020 geführt hat. Der Vorsitzende der Konzernleitung ist verantwortlich für den Gesamterfolg des Unternehmens. Entscheidungen der Konzernleitung werden als Gremienentscheid nach dem Mehrheitsprinzip gefällt. Die Konzernleitung führt die Geschäfte der SBB, soweit sie nicht dem Verwaltungsrat vorbehalten oder an die Divisionen und Geschäftsbereiche delegiert sind. Neben dem Vorsitzenden besteht die Konzernleitung aus Véronique Stephan (Leiterin Markt Personenverkehr), Linus Looser (Leiter Produktion Personenverkehr), Peter Kummer (Leiter Infrastruktur), Alexander Muhm (Leiter Güterverkehr), Beatrice Bichsel (Leiterin Immobilien), Franz Steiger (Leiter Finanzen), Markus Jordi (Leiter Personal) und Jochen Decker (Leiter Informatik).

### Tochterunternehmen und Beteiligungen
Einige deutsche Bahnstrecken im Schienenpersonennahverkehr werden von der deutschen Tochterfirma SBB GmbH betrieben: Wiesentalbahn, Gartenbahn und der Seehas.
Tochterunternehmen schweizerischen Rechts sind die Elvetino AG (100 Prozent), SBB Cargo AG (100 Prozent), die Thurbo AG (90 Prozent), die Regionalps AG (70 %) und die AlpTransit Gotthard AG (100 Prozent). Bedeutende Anteile halten die SBB ausserdem an der Zentralbahn AG (66 Prozent), der TILO SA (50 Prozent) und an Lyria (26 Prozent).
Zur Betreuung und Pflege ihres historischen Erbes haben die SBB im Jahr 2002 die Stiftung Historisches Erbe der SBB gegründet. Sie unterhält das historische Rollmaterial und betreibt die Infothek in Windisch AG, die eine grosse verkehrsgeschichtliche Bibliothek, das historische Archiv, das Planarchiv, das Fotoarchiv und die Plakatsammlung der SBB enthält.
Zusammen mit PostAuto und «Rent a Bike» wurde 2011 das Fahrradverleihsystem Publibike gegründet.

## Kennzahlen
| Kennzahl | 2000   | 2008   | 2009   | 2010   | 2011   | 2012   | 2013   | 2014   | 2015   | 2016   | 2017   | 2018   | 2019   | 2020   | 2021   | 2022   | 2023   |
| --- | ------ | ------ | ------ | ------ | ------ | ------ | ------ | ------ | ------ | ------ | ------ | ------ | ------ | ------ | ------ | ------ | ------ |
| Personenfahrten (Mio.) | 222    | 323    | 328    | 347    | 357    | 354    | 366    | 430    | 442    | 458    | 452    | 456    | 483    | 309    | 323    | 422    | 481    |
| Personenkilometer (Mio.) | 10'877 | 16'144 | 16'677 | 17'513 | 17'749 | 17'545 | 17'773 | 18'231 | 18'560 | 18'960 | 18'501 | 18'608 | 19'689 | 11'705 | 12'505 | 17'296 | 19'993 |
| Generalabonnemente (1) (2) (Tsd.) | 226    | 374    | 400    | 429    | 431    | 442    | 442    | 453    | 460    | 472    | 480    | 490    | 500    | 439    | 406    | 431    | 447    |
| Halbtaxabonnemente (1) (2) (Tsd.) | 1'884  | 2'206  | 2'275  | 2'357  | 2'345  | 2'381  | 2'335  | 2'344  | 2'332  | 2'395  | 2'531  | 2'598  | 2'722  | 2'721  | 2'829  | 2'969  | 3'147  |
| Nettotonnenkilometer (Mio.) | 10'786 | 12'531 | 11'674 | 13'111 | 12'346 | 12'132 | 12'317 | 14'478 | 15'065 | 16'559 | 16'699 | 16'974 | 16'377 | 15'978 | 17'174 | 16'509 | 16'305 |
| Trassenkilometer Normalspur (Mio.) | 131    | 159    | 162    | 164    | 166    | 167    | 171    | 173    | 175    | 178    | 177    | 177    | 180    | 176    | 184    | 189    | 189    |
| Vollzeitbeschäftigte | 28'272 | 27'822 | 27'978 | 28'143 | 28'586 | 29'396 | 31'158 | 32'857 | 33'081 | 33'119 | 32'754 | 32'309 | 32'535 | 33'498 | 33'943 | 34'227 | 34'987 |
| (1) weit über das SBB-Netz hinaus im Schweizer öffentlichen Verkehr gültig(2) ab dem 1. August 2015 Ausgabe des GA und des Halbtax mittels Swisspass |        |        |        |        |        |        |        |        |        |        |        |        |        |        |        |        |        |

- Länge des Streckennetzes der Infrastruktur der SBB in Normalspur: 3'265 Kilometer (2022[22])
- Länge des Streckennetzes der Zentralbahn in Meterspur: 102,8 Kilometer (2021[22])
- Bahnhöfe und Haltestellen im Reiseverkehr: 806 (davon 428 mit behindertengerechtem Bahnzugang) (2024[23])
- Die grössten Bahnhöfe sind : Zürich HB 367'000, Bern 276'000, Genf 156'000, Luzern 132'000, Basel SBB 124'000, Winterthur 121'000, Lausanne 117'000, Zürich Oerlikon 104'000, Zürich Stadelhofen 81'000, Aarau 69'000, St. Gallen 69'000. Die Zahlen geben an, wie viele Fahrgäste und Besucher täglich im Durchschnitt gezählt werden (2022)[24]
- Bahnhöfe mit Güterverkehr: 242 (2010)
- private Gleisanschlüsse: ca. 1'300[25]
- Parkfelder Park und Rail: 28'999 (2019[26])
- Von den SBB bewirtschaftete Abstellfelder für Zweiräder: 95'546 (2019[26])
- Reisendenpünktlichkeit im Personenverkehr: 92,5 % (Eintreffen der Reisenden am Bestimmungsort, gemessen ab dem Abfahrtsort inklusive allenfalls notwendiges Umsteigen, mit weniger als drei Minuten Verspätung oder pünktlich) (2020[27])
- vermittelte Zuganschlüsse: 98,7 % (2024[27])
- Anteil des eigenwirtschaftlichen Fernverkehrs an der Verkehrsleistung (Pkm): 73,6 %[28]
- Subvention für Betrieb, Substanzerhaltung und Bauinvestitionen (2007–2010): 5,88 Milliarden Franken
- Anzahl verkaufte Halbtax: 3 Millionen (Stand 19. April 2023; ganze Schweizer-öV-Branche)[29]

Das Streckennetz der SBB ist komplett elektrifiziert. Die meterspurige Brünigbahn war bis 2005 die einzige nicht normalspurige Bahnlinie der SBB. Sie wurde aus dem Unternehmen ausgelagert und mit der Luzern-Stans-Engelberg-Bahn zur Zentralbahn fusioniert, an der die SBB mit 66 % Mehrheitsaktionär sind.

## Geschichte

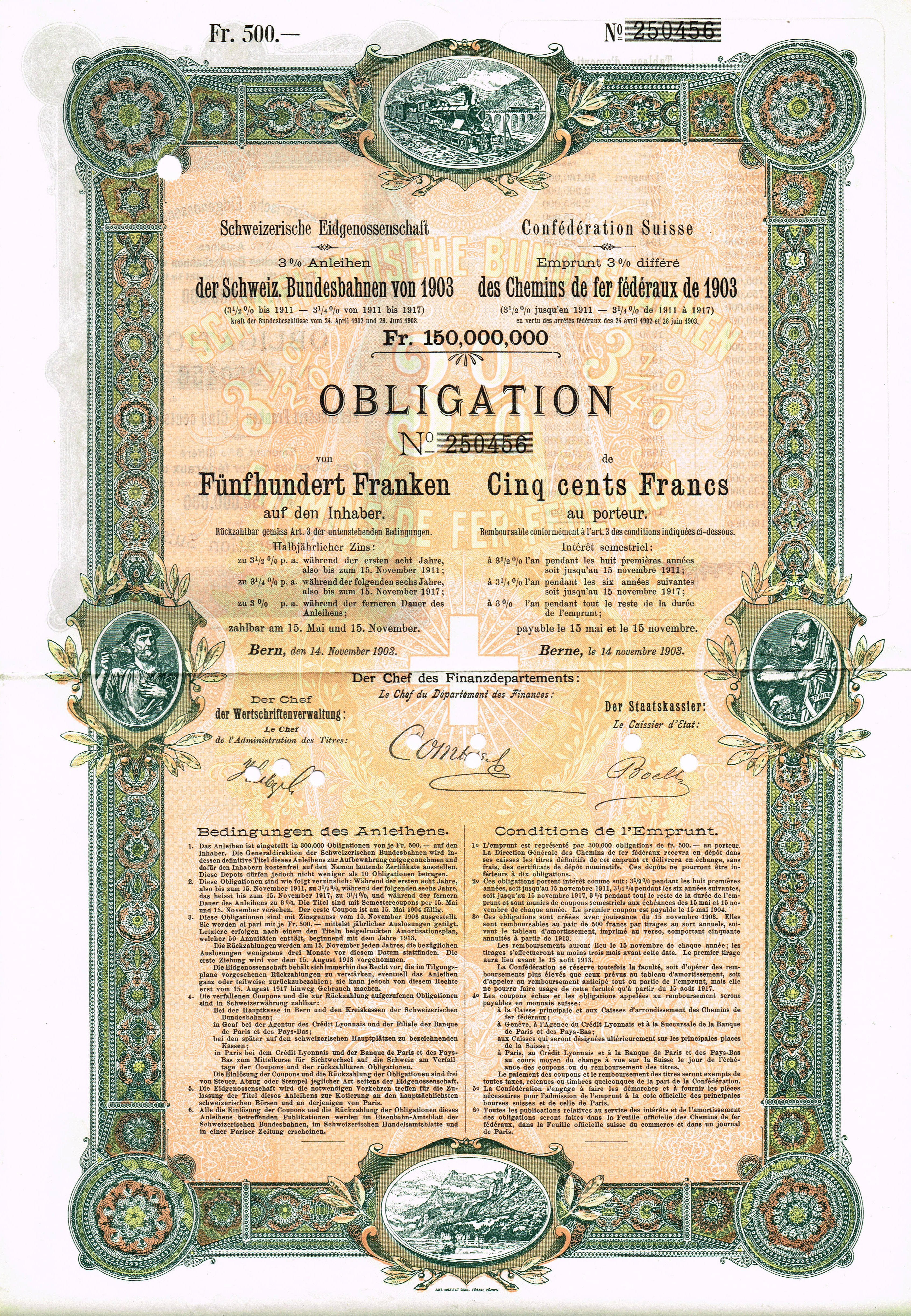
3 % Obligation über 500 Franken der SBB (Schweizerische Bundesbahnen) vom 14. November 1903

In der Schweiz waren im 19. Jahrhundert noch alle Bahnen im Besitz privatrechtlicher Gesellschaften. Die wirtschaftlichen und regionalpolitischen Interessen der Gesellschaften führten zum finanziell desaströsen Bau praktisch parallel verlaufender Eisenbahnstrecken, der die als Gegenstück zu den grossen Gesellschaften konzipierte Nationalbahn in den Konkurs trieb. Die bedingungslose Gewinnstrebigkeit der monopolistisch aufgestellten Gesellschaften (Regionalmonopole) führte zu heftiger öffentlicher Kritik. An der Volksabstimmung vom 20. Februar 1898 wurde vom Souverän die Verstaatlichung der fünf grossen Gesellschaften gutgeheissen. Der erste Verwaltungsrat bestand aus 54 Mitgliedern, und die erste konstituierende Sitzung wurde am 24. Oktober 1900 abgehalten. Seit dem 1. Januar 1902 existieren die SBB als vollständige Organisation; an diesem Tag fuhr auch der erste Zug, der wirklich von der SBB-Generaldirektion geführt wurde. Damit gilt dieser Tag als offizielles «Geburtsdatum» der SBB. Bis dahin wurde der Betrieb zwar im Auftrag der Bundes, aber noch in der Organisation der Privatbahnen geführt. Sukzessive wurden von 1901 bis 1909 die fünf grössten Privatbahnen verstaatlicht und in die SBB überführt. Schliesslich wurden folgende Privatbahnen in die SBB eingegliedert:
- Schweizerische Centralbahn (SCB)
- Schweizerische Nordostbahn (NOB) inkl. Bodenseeflotte
- Vereinigte Schweizerbahnen (VSB) einschliesslich der Toggenburgerbahn
- Jura-Simplon-Bahn (JS) inkl. Brünigbahn (ab 1903)
- Gotthardbahn-Gesellschaft (GB) (ab 1909)
- Jura neuchâtelois (JN) (ab 1913)
- Tösstalbahn (TTB) inkl. Wald-Rüti-Bahn (WR) (ab 1918)
- Seetalbahn (STB) (ab 1922)
- Uerikon-Bauma-Bahn (UeBB) (ab 1948)
- Chemin de fer Vevey–Chexbres (VCh) (ab 2013)

Die SBB waren in fünf Kreise eingeteilt, die mit römischen Ziffern bezeichnet waren. Jeder Kreis hatte seine eigene Kreisdirektion. Der Kreis I ging aus der JS hervor und hatte seinen Sitz in Lausanne, der Kreis II hatte seinen Sitz in Basel und umfasste das Netz der ehemaligen SCB, der Kreis III umfasste die Strecken der ehemaligen NOB und hatte seinen Sitz in Zürich, der Kreis IV mit Sitz in St. Gallen umfasste die VSB und der Kreis V mit Sitz in Luzern die Gotthardbahn. 1923 wurden die Kreise Basel und St. Gallen aufgehoben, und der Kreis V mit Sitz in Luzern wurde zum Kreis II.
Auf den Fahrplanwechsel vom 3. Juni 1956 hin gingen die SBB zusammen mit den anderen europäischen Bahnen zum Zweiklassensystem über, die dritte Wagenklasse wurde zur zweiten, die zweite und die erste wurden zur neuen ersten Klasse zusammengelegt.
Ab 1970 nahm die Verkehrsleistung im Personenverkehr stark zu und überholte ertragsmässig den Güterverkehr, womit sich die SBB vom Güterverkehrsunternehmen zum Personenverkehrsunternehmen wandelten. Im Jahr 1974 erfolgte eine Tariferhöhung, im Nahverkehr betrug der Aufschlag 18 Prozent. Das Defizit im Jahr 1974 betrug rund 234 Millionen und im Jahr 1975 rund 650 Millionen, wobei 1975 auch das eigentliche Betriebsergebnis negativ war.
1982 wurde der Taktfahrplan eingeführt.
Der steigenden Nachfrage im Personenverkehr wurde ab den 1990er Jahren mit gezielten Ausbauten begegnet, die durch die öffentliche Diskussion über das Waldsterben vom Stimmvolk unterstützt wurden. Dies führte 1987 zur Annahme des Konzepts Bahn 2000 und ermöglichte den Bau der S-Bahn Zürich, die 1990 in Betrieb genommen wurde.
Beginnend mit dem Bahnhof Bern, wurden ab 1995 die Toilettenanlagen auf einigen Bahnhöfen privatisiert.
Anfang 1997 beschloss der Verwaltungsrat der SBB die organisatorische Aufteilung des Unternehmens in die Bereiche Verkehr und Infrastruktur, jeweils mit eigener Bilanz und Gewinn-und-Verlust-Rechnung. Die bis 1. Januar 1998 schrittweise umgesetzte Teilung beinhaltete auch den von der Europäischen Gemeinschaft geforderten, ungehinderten Netzzugang für Dritte. Bis 1999 waren die SBB ein selbständiges öffentlich-rechtliches Unternehmen der Eidgenossenschaft, ein sogenannter Regiebetrieb. Sie wurden danach in eine spezialgesetzliche Aktiengesellschaft des öffentlichen Rechts umgewandelt, deren Aktien sich vollumfänglich im Eigentum der Schweizerischen Eidgenossenschaft befinden. Bei dieser Reorganisation wurden die Kreise mit den Kreisverwaltungen aufgelöst.
Das Unternehmen beteiligte sich im Jahr 2000 an zwei Ausschreibungen im Raum London.
Der grösste Fahrplanwechsel seit der Taktfahrplaneinführung 1982 fand am 12. Dezember 2004 statt. Im Rahmen der Realisierung des Projekts Bahn 2000 änderten 90 Prozent aller Züge den Fahrplan, ausserdem wurden gleichzeitig 12 Prozent mehr Züge eingesetzt. Kernstück von Bahn 2000 war die Reduktion der Fahrzeiten im Eisenbahndreieck Basel–Zürich–Bern auf unter eine Stunde. Damit bestehen seit Dezember 2004 in den Eisenbahnknoten ideale Anschlussverhältnisse, was die Gesamtreisezeit deutlich reduziert. Hauptsächlich wurde dies durch die Neubaustrecke Mattstetten–Rothrist (zwischen Bern und Olten) ermöglicht, auf der bis Sommer 2007 160 km/h, seither 200 km/h gefahren werden können.
Damit der geplante Fahrplanwechsel am 12. Dezember 2004 stattfinden konnte, wurden viele Schweizer Bahnhöfe umgebaut. Verschiedene Strecken wie zum Beispiel von Ziegelbrücke nach Sargans wurden angepasst, im Bahnhof Bern wurde die Welle von Bern erstellt, eine Plattform über den Gleisen, die als Westzugang dient.
Der netzweite Stromausfall der SBB am 22. Juni 2005 brachte am frühen Abend den Zugverkehr der SBB und vieler anderer Bahnen für über drei Stunden zum Erliegen. Geschätzte 200'000 Reisende und rund 2000 Züge waren von dieser Betriebspanne – der bisher grössten in der Geschichte der Schweizer Bahnen – direkt betroffen. Wie im Nachhinein festgestellt wurde, war eine Überlast auf der Stromübertragungsleitung Amsteg–Rotkreuz ursächlich für die Störung: Diese hatte infolge von Bauarbeiten an der Leitung Amsteg–Steinen als einzige Verbindung den gesamten Energieaustausch zwischen der Gotthardregion und den anderen Landesteilen zu bewältigen, verfügte aber über eine geringere Transportkapazität, als in der Anlagendokumentation angegeben.
Im selben Jahr gewannen die SBB aber auch den Wakkerpreis, eine Auszeichnung des Schweizer Heimatschutzes, die normalerweise nur an Gemeinden vergeben wird, die besonders auf ihr Ortsbild achten.
Mit dem Fahrplanwechsel am 11. Dezember 2005 verboten die Schweizer Bahnen das Rauchen in allen Zügen; auch in den Bahnhöfen wurden rauchfreie Zonen markiert. Diese beschränkten sich allerdings nur auf die geschlossenen Bereiche wie Tiefbahnhöfe und Schalterhallen. Auf den Bahnsteigen blieb das Rauchen bis 2019 üblicherweise erlaubt. Seither darf nur noch an bestimmten, markierten Stellen geraucht werden.
Mit den Fahrplanwechseln im Dezember 2015 und 2016 nahmen die SBB jeweils zwei wichtige Neubauabschnitte ihres Streckennetzes in den Fahrplan auf: 2015 war das die Durchmesserlinie Zürich, durch die die Fahrzeiten auf der Ost-West-Achse zwischen Bern und St. Gallen deutlich verkürzt wurden. Die Züge nutzen seitdem auf dieser Verbindung nicht mehr die grosse Bahnhofshalle (Kopfbahnhof), sondern den Tiefbahnhof Löwenstrasse. 2016 wurde der Gotthard-Basistunnel in den Fahrplan integriert, durch dessen Inbetriebnahme nicht nur die Fahrzeit der Züge auf der Nord-Süd-Achse Olten–Bellinzona deutlich reduziert wurde, sondern durch dessen steigungsfreien Verlauf die Güterzüge mit höherer Geschwindigkeit verkehren können, was letztlich die Kapazität auf der Strecke zusätzlich steigert.
Im Februar 2017 erklärten die SBB, den Betrieb von Zügen mit Fernsteuerung zu prüfen. SBB-Chef Andreas Meyer wollte mit effizienter Bahntechnik die Kapazität des Netzes um 30 % erhöhen. Ab 2025 sollen ein dichterer Takt, mehr Automatisierung, digitale Stellwerkstechnik und bessere Information der Kunden realisiert werden.
Seit 2019 werden die Werbeflächen in den Zügen sowie über 70 Lokomotiven als Aussenwerbefäche von der APG SGA vermarktet.
Im September 2019 nahm Smartmo in Zusammenarbeit der SBB eine digitale Fahrradabstellanlage mit Platz für 50 Velos vor dem Bahnhof Luzern in Betrieb. Es war die erste von insgesamt sechs geplanten Pilotanlagen. Im August 2020 wurde das Projekt jedoch mangels Nachfrage eingestellt.
2020 resultierte infolge der COVID-19-Pandemie ein Verlust von 617 Millionen Franken. Auf Grund der angespannten finanzielle Lage mussten einzelne Immobilienprojekte sistiert werden, bis deren Finanzierung gewährleistet war. Am 1. September 2021 erhöhte der Bundesrat die Limite der kurzfristigen Darlehen für die SBB von 750 auf 950 Millionen Franken. Am 17. Dezember 2021 beschloss der Bundesrat, die Limite der kurzfristigen Darlehen von 950 auf 450 Millionen Franken zu senken und im Gegenzug jene für langfristige Darlehen von 3 auf 3,5 Milliarden Franken zu erhöhen.

## Unternehmensbereiche

### SBB Konzernbereiche
Die Konzernbereiche dienen einerseits der zentralen Steuerung des Konzerns und andererseits als Dienstleister für die Divisionen. Sie haben als Querschnittsfunktionen Nahtstellen zu allen Divisionen.

#### Finanzen
Der Konzernbereich Finanzen stellt die finanzielle Führung der Unternehmensbereiche der SBB sowie der Tochtergesellschaften sicher. Er beschafft und bewirtschaftet die finanziellen Mittel, ist für steuerliche Fragen und das Versicherungsmanagement im Konzern zuständig.

#### Informatik
Die SBB Informatik mit Sitz in Bern Wankdorf ist der interne Lieferant für sämtliche Informatikdienstleistungen, die nicht die Steuerungstechnik betreffen. Die Weiterentwicklung der ca. 1200 Geschäftsapplikationen und der Bau neuer Applikationen erfolgen mit internen Entwicklungsteams, die durch externe Firmen unterstützt werden. Die Cloud-Computing-Infrastruktur und die Arbeitsplatzhardware mit den Büroanwendungen werden per Outsourcing von T-Systems Schweiz, Amazon Web Service, Microsoft Azure, IBM Cloud und Swisscom IT Services betrieben. Für rund 180 Millionen Franken wurde 2020 ein Auftrag zur Softwareentwicklung an T-Systems Multimedia Solutions ausgelagert. Das Projekt werde von der T-Systems-Tochter Detecon Schweiz begleitet.
Von den SBB entwickelte Applikationen dienen in erster Linie der Prozessunterstützung in den Divisionen, aber auch den Endkunden über Systeme für den Selbstbedienungsbillettverkauf über die elektronischen Kanäle Automat (siehe auch Abschnitt Billettautomaten der Schweizerischen Bundesbahnen), Webshop und die Mobile App SBB Mobile sowie den bedienten Billettverkauf am Bahnschalter. Über SBB FreeSurf können Kunden von Salt Mobile, Sunrise, Swisscom, Quickline und digitec connect seit Ende Mai 2019 von einer kostenlosen Internetverbindung in den InterCity-Neigezügen profitieren. Die gesammelten Kundendaten aus all den digitalen Anwendungen können mit zielgerichteter Werbung monetarisiert werden, was den SBB bereits einen einstelligen Millionenbetrag jährlich in die Kasse spült. Bis Ende 2020 war die Technologie (vgl. iBeacon) in allen Fernverkehrszügen eingebaut. Seit Ende 2021 können auch Swisscom-Kunden an SBB FreeSurf teilnehmen.
Die SBB Informatik ist über ihre fachliche Führungsrolle für die Einhaltung der IT-Governance im gesamten Konzern zuständig. Um die komplexe Informatiklandschaft sicher betreiben und wirtschaftlich weiterentwickeln zu können, gehören zu ihren Aufgaben das IT-Architekturmanagement und die Kontrolle über den wirksamen Einsatz der Informatikmittel. Dazu wird die Unternehmensarchitektur der SBB in einem Modell abgebildet und die zukünftige Entwicklung über ein Projektportfolio gesteuert.
Mit ungefähr 840 Mitarbeitern (Stand: 1. Januar 2012), die für die SBB Informatik arbeiten, ist sie einer der wichtigsten Informatik-Arbeitgeber im Raum Bern.
Im Januar 2021 war es kurzzeitig möglich, sämtliche Ticketdaten der letzten Jahre abzurufen. Einem Hacker gelang es, innert Tagen 1 Million personenbezogene Datensätze von 500'000 Personen herunterzuladen. Die SBB haben die Sicherheitslücke mittlerweile behoben.

#### Unternehmensentwicklung
Die Unternehmensentwicklung erarbeitet die Konzernstrategie und ist für das Organisationsmanagement zuständig. Sie stellt mit dem Bereich SBB Consulting die interne und externe Managementberatung zur Verfügung.

#### Human Resources
Human Resources ist für die Weiterentwicklung des Gesamtarbeitsvertrages und die Lohnverhandlungen auf Arbeitgeberseite zuständig.

### SBB Personenverkehr

InterCity-Netz der SBB (2016/17 bis 2019/20)

Die Division Personenverkehr soll gemäss den strategischen Zielen des Bundesrates durch ein marktorientiertes Angebot am Schweizer Verkehrswachstum einen überproportionalen Anteil im nationalen und internationalen Fernverkehr übernehmen und das Schweizer Bahnsystem mit dem europäischen Hochgeschwindigkeitsnetz verbinden. Im Regionalverkehr soll der hohe Marktanteil gehalten werden. Die Leistungen im Regionalverkehr und die Abgeltung durch die öffentliche Hand werden mit den Kantonen ausgehandelt. Die Kantone sind frei, die Leistungen für den öffentlichen Verkehr auszuschreiben und Verträge mit anderen Anbietern abzuschliessen. Die SBB stehen im Regionalverkehr dadurch im Ausschreibungswettbewerb.
Sämtliche für den Personentransport und Rangierungen benötigten Fahrzeuge wie Lokomotiven, Rangierlokomotiven, Reisezugwagen und Triebzüge werden von SBB Personenverkehr bewirtschaftet und unterhalten. Bei den SBB ist der Schwere Unterhalt für alle Divisionen seit dem 1. Januar 2009 im Personenverkehr integriert. Lokführer, Zugbegleiter, das Verkaufs- und Servicepersonal an den Bahnhöfen sowie das Personal für die Zugsvorbereitung sind Mitarbeiter des Personenverkehrs.

#### Fahrplan

Der PC-Fahrplan HAFAS (hier für DOS 2000/01) wurde durch die SBB vertrieben.

Zur Planung der Reisen stellen die SBB ihren Kunden eine automatisierte Fahrplanauskunft in Apps und auf der SBB-Internetseite zur Verfügung. In der Fahrplanauskunft werden die Fahrpläne im aktuellsten Stand abgerufen. So werden beispielsweise auch aktuelle Verspätungen, Betriebsstörungen, Gleisänderungen sowie Zugsformation und Auslastung in die Fahrplanauskunft integriert. Das Offizielle Kursbuch in elektronischer Form (HAFAS) wurde bis 2010 und in gedruckter Form bis 2018 durch die SBB vertrieben.

### SBB Cargo
Der Bund als Eigner erwartet von den SBB einen wesentlichen Beitrag zur Verlagerung des Güterverkehrs von der Strasse auf die Schiene. Dazu betreibt SBB Cargo in der Schweiz ein flächendeckendes Netz für den Einzelwagenladungsverkehr, in dem Einzelwagen in Anschlussgleise oder an bahneigene Verladeeinrichtungen transportiert werden. Ein Wettbewerbsvorteil dieses Netzes ist der Transport über die Nacht, da für die Strassen in der Schweiz das Nachtfahrverbot gilt. Trotz wiederholten Anpassungen in der Struktur und der Bedienung ist dieses Netz für SBB Cargo nicht eigenwirtschaftlich, dies liegt auch an den hohen Strukturkosten.
Der Eisenbahngüterverkehr ist in der Schweiz weitgehend liberalisiert. Dies trifft SBB Cargo vor allem bei den Transitverkehren und im Ganzzugsverkehr. Um Marktanteilsverluste auf der Transitstrecke in der Schweiz zu kompensieren, hat sich SBB Cargo strategisch entschieden, Transporte von Deutschland nach Italien in eigener Regie zu fahren. Obwohl es gelang, die Transporte in hoher Qualität durchzuführen, waren die Markteintrittskosten in Deutschland und Italien so hoch, dass es bisher SBB Cargo nicht gelungen ist, dieses Geschäft ohne Partner nachhaltig profitabel zu betreiben. Die für den Güterverkehr benötigten Lokführer, Lokomotiven, Rangierlokomotiven, Rangierteams und Güterwagen werden von SBB Cargo bewirtschaftet.
Im April 2020 haben sich Planzer Transport, Camion-Transport, Galliker Holding und Bertschi über die Swiss Combi AG mit 35 % an SBB Cargo beteiligt.

### SBB Immobilien
SBB Immobilien bewirtschaftet 4000 Grundstücke mit 3500 Gebäuden und vermietet diese sowohl an Organisationseinheiten der SBB wie auch an Dritte. Speziell mit den zentral gelegenen Bahnhöfen der grössten Schweizer Städte, die von 2002 bis 2012 unter dem Markennamen RailCity vermarktet wurden, verfügen die SBB über hochwertige Geschäftsliegenschaften für Dienstleistungs- und Detailhandelsunternehmen. Schon wenige Jahre nach Beginn des 20. Jahrhunderts erwirtschaftete die SBB mit den Bahnhofbuffets einen wesentlichen Teil ihres Umsatzes. Land und Liegenschaften, die für den Bahnbetrieb nicht mehr notwendig sind und nicht in das Portfolio passen, werden verkauft. Die Gewinne, die SBB Immobilien erwirtschaftet, werden von den SBB für die Sanierung der Pensionskasse und der Infrastruktur verwendet. 2023 wurde die Reinigung der Bahnhöfe zu einem grossen Teil an externe Dienstleister ausgelagert.

### SBB Infrastruktur
SBB Infrastruktur ist seit der Reorganisation und Umwandlung der SBB in eine AG per Anfang 1999 die Bezeichnung für die Division Infrastruktur. Sie ist zuständig für den Bau, Unterhalt und Betrieb sämtlicher Bahnanlagen, der Energieversorgung und der Telekommunikationsnetze der SBB. Für Manöver innerhalb grosser Bahnhöfe, in Rangierbahnhöfen und für Zwecke des Bahnunterhalts sind ihr diverse thermische und einige elektrische Triebfahrzeuge zugeteilt.
SBB Infrastruktur betreibt und unterhält 2939 km des Schweizer Schienennetzes, davon sind 1711 km mehrgleisig ausgebaut. Insgesamt sind 7590 Gleiskilometer mit Fahrdraht für den elektrischen Betrieb überspannt. In 502 Stellwerken werden 14'254 Weichen und 31'874 Signale gestellt. Diese Stellwerke werden von vier Betriebszentralen in Zürich Flughafen, Olten, Lausanne und Pollegio gesteuert. Zum Streckennetz gehören 319 Eisenbahntunnel mit einer Gesamtlänge von 257 km und 6005 Brücken mit einer Gesamtlänge von 92 km. Für die Unkrautbekämpfung auf den Gleisbetten setzt das Unternehmen jährlich 2,5 bis 4 Tonnen des umstrittenen Herbizids Glyphosat ein. Gegen hitzebedingte Gleisverwerfungen – eine Verformung der Gleise – testete die SBB während der zweiten Hitzewelle im Sommer 2019 die Auftragung von weisser Farbe auf die Gleise.

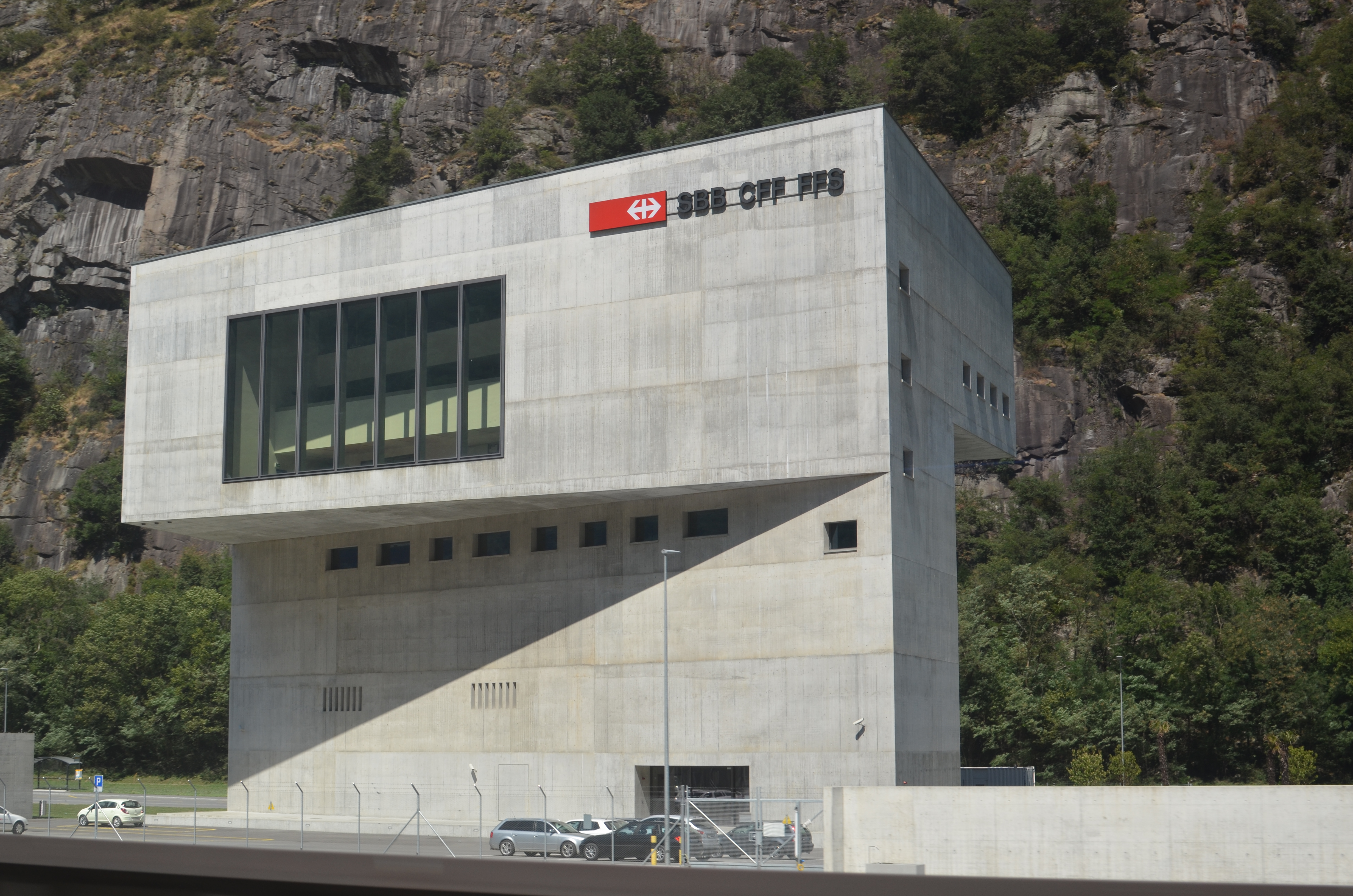
Betriebszentrale Süd in Pollegio (2015)

SBB Infrastruktur beschäftigt 9193 Mitarbeiter und erwirtschaftet jährliche Trassenerlöse von 540 Millionen Franken. Der Erlös aus Energieverkäufen beläuft sich auf ungefähr 300 Millionen Franken. Dazu kommen jährliche Abgeltungen und zinslose Darlehen des Bundes von rund 1400 Millionen Franken. Nicht eingerechnet sind dabei die Bundesmittel für die Grossprojekte (NEAT, Bahn 2000, Anschluss der Schweiz an den Hochgeschwindigkeitsverkehr, Lärmschutz) und den Agglomerationsverkehr.
Die Kommandoräume der SBB Infrastruktur befinden sich in Zürich, Pollegio, Olten und Lausanne.

#### SBB Energie
Die Geschäftseinheit Energie, Teil von SBB Infrastruktur, ist in Zollikofen angesiedelt, wo sich auch die zentrale Netzleitstelle befindet. Dem Geschäftsbereich unterstellt sind die SBB-eigenen Kraftwerke, Umformeranlagen, Übertragungsleitungen und Verteilanlagen/-netze. Der Geschäftsbereich ist ausserdem aktiv im Stromhandel tätig.
Mit dem Elektrifikationsentscheid zugunsten des MFO-Bahnstromsystems – Einphasenwechselstrom mit verminderter Frequenz von 16 ⅔ Hz (seit 1995: 16,70 Hz) – wurde indirekt auch der Entscheid gefällt, ein eigenes Stromnetz aufzubauen.

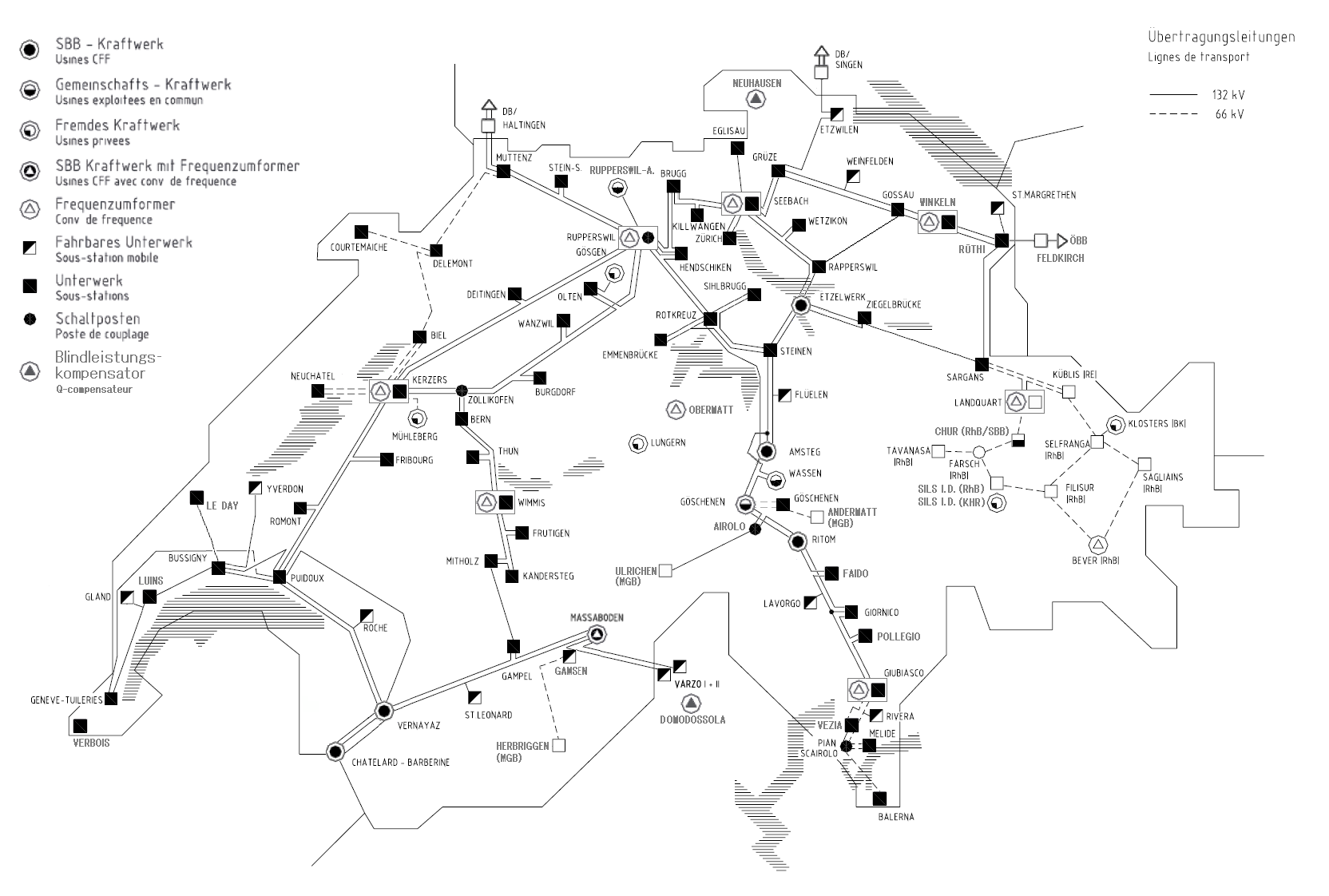
Bahnstromanlagen der SBB, 2018

An der AKEB Aktiengesellschaft für Kernenergie-Beteiligungen Luzern hält die Schweizerische Bundesbahnen AG eine Beteiligung von 13,5 Prozent.

##### Kraftwerke
Die SBB besitzen vier eigene Kraftwerke und sind an weiteren Kraftwerken mitbeteiligt.
→ Auflistung im Abschnitt Kraftwerke im Artikel Liste von Bahnstromanlagen in der Schweiz

##### Frequenzumformer
Ursprünglich zur Deckung von Energieengpässen aus dem 50-Hz-Landesnetz erstellten die SBB Bahnstromumformerwerke.
→ Auflistung im Abschnitt Zentrale Bahnstromumformerwerke im Artikel Liste von Bahnstromanlagen in der Schweiz
Da die Frequenzumrichter in beide Richtungen arbeiten, können die SBB Stromhandel betreiben: tagsüber wird Strom ins nationale Stromnetz eingespeist, während der Nacht kann dagegen unter Ausnutzung der pumpspeicherfähigen Kraftwerke Strom günstig eingekauft werden.
Die kurzfristige und unangemeldete Deckung von Energieengpässen auf dem Landesnetz regelt der BEN-Vertrag, benannt nach den Anfangsbuchstaben der Vertragspartner BKW Energie, Energie Ouest Suisse und Nordostschweizerische Kraftwerke.

##### Übertragungsnetz (Auszug)
Die SBB besitzen zwei- bis viersystemige Übertragungsleitungen mit 66 oder 132 kV. Das Netz ist nicht vermascht, sondern sternförmig. Verschiedene Leitungsprojekte scheiterten an Einsprachen von Naturschützern. Die Leitungszüge werden nach Möglichkeit entlang von Bahntrassees gebaut. Teilweise geniessen die SBB Nutzungsrechte von Übertragungsleitungen der Kraft- und Übertragungswerke.
Bahnstromleitung Altendorf–Sargans
Die Bahnstromleitung Altendorf–Sargans war bis in die 1980er-Jahre den ganzen Weg zweipolig. In einer ersten Etappe wurde sie von Altendorf bis Ziegelbrücke ausgebaut und dort an das SBB-Unterwerk angeschlossen. Die Fortsetzung verläuft am Walensee teils unterirdisch.

Bahnstromleitung Rupperswil–Muttenz

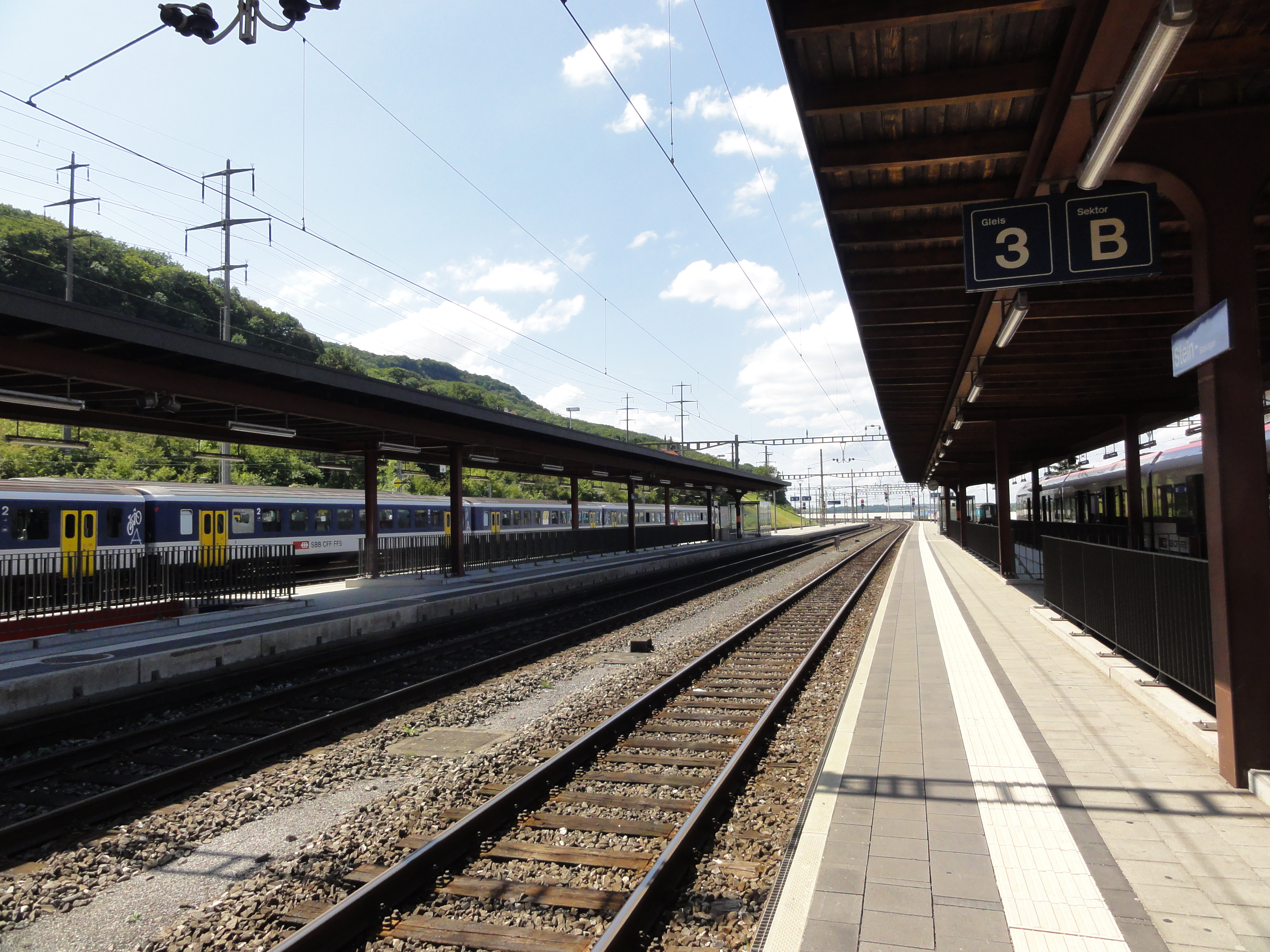
Der Bahnhof Stein-Säckingen mit der Bahnstromleitung Rupperswil–Muttenz (im Bild oben links)

Bei Rupperswil beginnen bzw. enden Gemeinschaftsleitungen der Axpo und der SBB. Unter ihnen ist auch die Bahnstromleitung Rupperswil–Muttenz. Zusammengelegt mit einer Axpo-Feinverteilleitung, passiert sie die Staffelegg. Bei Frick folgt sie erst der Autobahn A3 und trennt sich dann von der Axpo-Leitung. Bis Muttenz folgt sie ausnahmslos dem Bahntrassee und enthält den ganzen Weg vier Systeme. Auf der Höhe von Möhlin, Rheinfelden und Kaiseraugst gesellt sich zu ihr eine dreisystemige Axpo-Feinverteilleitung, die vom Kraftwerk Riburg-Schwörstadt abgeht. Als nicht einfach erwies sich auf der Höhe des Bahnhofs Pratteln die Trassierung der Energiestrasse. Obwohl die Eisenbahnlinie eine schnurgerade Strecke aufweist, benötigt die Leitung sämtliche Umspannmasten unterschiedlicher Höhen. Auf zwei Tragwerken musste die Zwei-Ebenen-Anordnung etwas geändert werden, da ein Gebäude und ein Fabrikkamin nebenan stehen. Die Leitung führt anschliessend an hohen Gittermasten durch den Güterbahnhof.
Fortsetzungen sind die Leitungen nach Delsberg und die Bahnstromleitung Muttenz–Haltingen. Die Letztgenannte ist eine von zwei Übertragungsleitungen für Bahnstrom zwischen der Schweiz und Deutschland.

## Rollmaterial

### Streckenlokomotiven

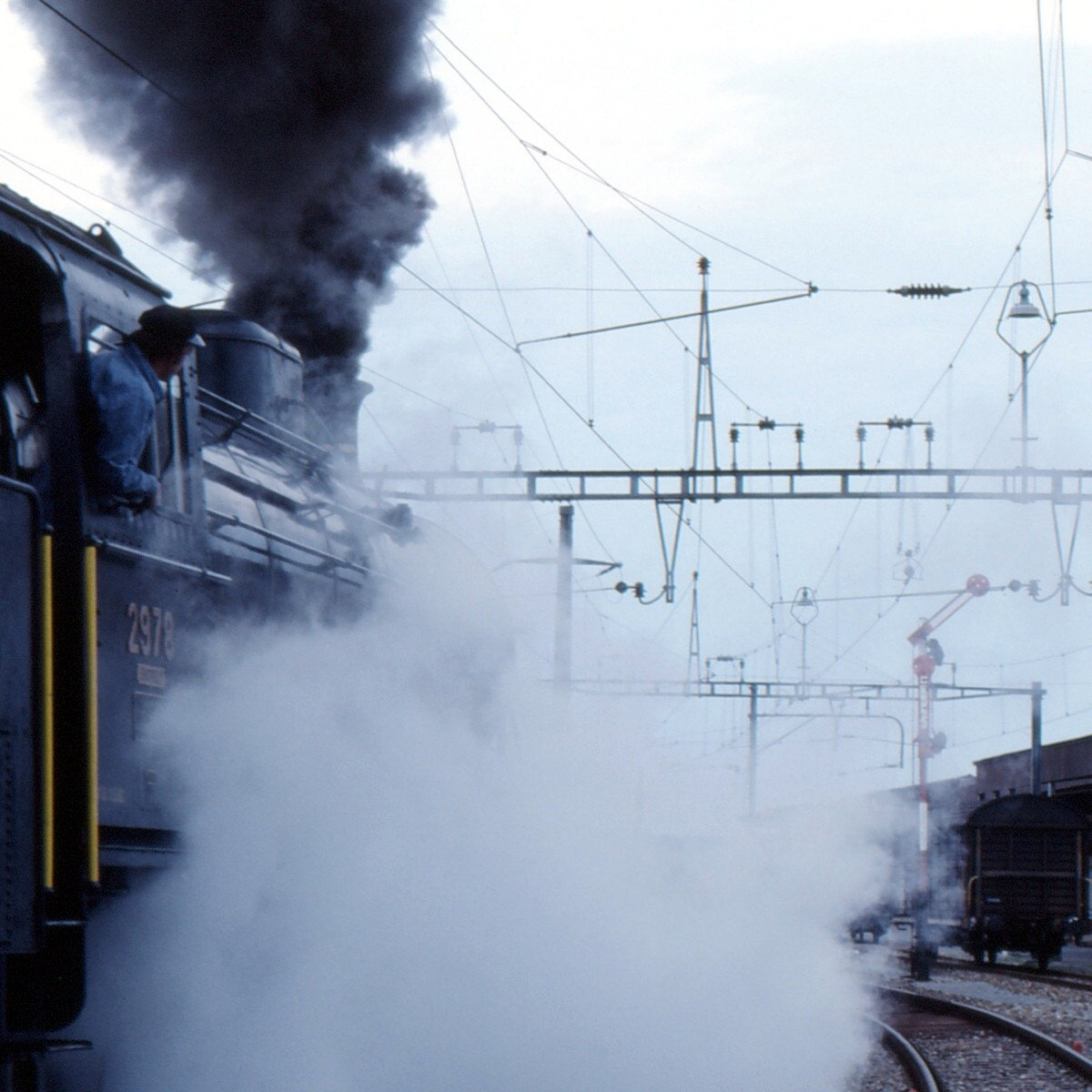
C 5/6 2978

Die Dampflokomotiven der Anfangszeit der SBB umfassten unter anderem die Baureihen Ed 2x2/2, E 3/3, A 3/5, B 3/4 und C 5/6.
Für erste Versuche mit elektrischer Traktion (Bahnstrom; Einphasen-Wechselstrom) wurde ab 1903 von der Maschinenfabrik Oerlikon (MFO) zusammen mit den SBB der Versuchsbetrieb Seebach–Wettingen mit den späteren Ce 4/4-Lokomotiven (Eva und Marianne) aufgenommen. Erst mit der Kohleknappheit nach dem Ersten Weltkrieg folgten ab 1919 die Elektrifizierung des Eisenbahnnetzes und damit die Beschaffung diverser Baureihen von Elektrolokomotiven: Ce 6/8II/Ce 6/8III Krokodil (1920/1926), Be 4/6 (1920), Be 4/7 (1921), Ae 3/5 (1922), Ae 3/6I (1921), Ae 3/6II (1924), Ae 3/6III (1925), Ae 4/7 (1927) und Ae 4/6 (1941). Eine Zäsur bildet das Jahr 1946, in welchem der Schritt zur laufachsenlosen, modernen Drehgestelllokomotive gemacht wurde, dem in der Schweiz meistgebauten Lokomotivtyp: Re 4/4I (1946), Ae 6/6 (1952), Re 4/4II/Re 4/4III (1964/1971), Re 6/6 (1972), Re 450 DPZ (1989) und Re 460/Re 465 Lok 2000 (1992/1994).
Der Abschluss der Auslieferung der Lok 2000 und die darauffolgende Auflösung der Schweizerischen Lokomotiv- und Maschinenfabrik (SLM Winterthur) markierten das Ende des Schweizer Lokomotivbaus. Die Aufspaltung der SBB in die Divisionen Personenverkehr und Güterverkehr bedeutete zugleich den Beginn von getrennten Rollmaterialbeschaffungen. Da die SBB sich im Personenverkehr verstärkt auf Triebzüge ausrichten, werden neue Lokomotiven vor allem von SBB Cargo beschafft: Re 482 Traxx F140 AC (2002), Re 484 Traxx F140 MS (2004) und Re 474 ES64 F4 (2004).

### Personenwagen

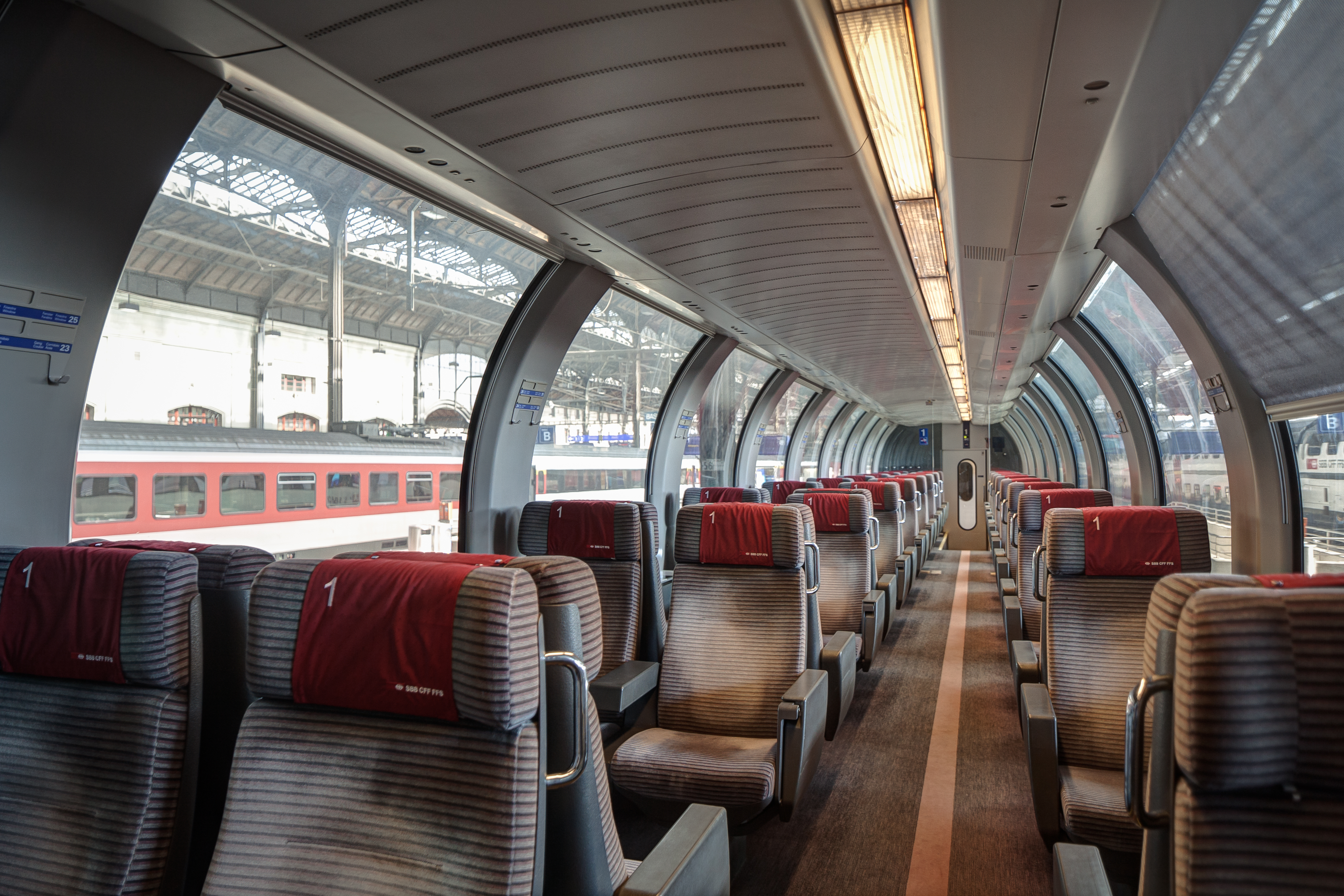
Erste-Klasse-Panoramawagen, wie er in EC-Zügen zum Einsatz kommt

Die ältesten im Normalbetrieb verwendeten Wagen sind die ab 1956 beschafften Einheitswagen I und II. Die Modernisierungsvarianten ohne aussenbündige Türen sind 2014 ausgeschieden. Als letzte noch in Betrieb waren die Variante Papagei/New Look (Dunkelgrau, Grün, Blau mit gelben Türen) und Komfortstreifen (Grün mit türkisfarbenem Streifen). Die Wagen in NPZ-Farbgebung hellgrau/blau und aussenglatten, automatischen Aussenschwingtüren werden nur noch in Pendelzügen mit Re 420 und RBDe 562 eingesetzt. Die in den 1970er-Jahren beschafften, klimatisierten Swiss-Express-Wagen (Einheitswagen III) wurden 2007 an die BLS AG verkauft.
Aus den 1980er-Jahren stammen die klimatisierten Einheitswagen IV, welche in verschiedenen Modernisierungsstufen (neue, weisse Farbgebung; neuer Innenausbau; Vakuum-Toiletten; Ertüchtigung für 200 km/h) im Fernverkehr im Einsatz stehen. Zusammen mit den Steuerwagen IC Bt kommen sie häufig auch als Zusatzmodule zu EW-IV- oder IC2000-Stammkompositionen zum Einsatz. Die SBB besitzen ebenfalls passende EW-IV-Speisewagen, diese kommen auf Intercity-Linien sowie im internationalen Verkehr zum Einsatz.
Für den internationalen Verkehr (insbesondere Zürich–München und Zürich–Stuttgart) stehen EC-Wagen Apm/Bpm 61 von 1989 bis 1995 zur Verfügung. Zeitweise wurden einige dieser Wagen für die lokbespannten Cisalpino-Eurocitys eingesetzt. Ab 2009 wurden die Wagen modernisiert und mit demselben Anstrich wie die Einheitswagen IV versehen und Pendelzug-tauglich gemacht. Heute sind sie auch im Inland im Einsatz.
Die neueste Wagengeneration bilden die IC-2000-Doppelstockwagen, welche aufgrund ihrer Übergänge im Obergeschoss nicht gemischt mit einstöckigen Wagen verkehren können und daher in fixen Kompositionen mit Re 460 verkehren.
In den wenigen noch nicht verpendelten Zügen setzen die SBB neben Einheitswagen IV und EC-Wagen einige Splittergattungen ein, namentlich UIC-Z2-Wagen, welche in den 1970er Jahren als Abteilwagen für den internationalen Verkehr beschafft und später zu Grossraumwagen umgebaut wurden. Weiter sind die ab 1980 für den internationalen Verkehr beschafften, klimatisierten und gemäss der Eurofima-C1-Lackierung ursprünglich reinorange-lichtgrau gestrichenen Bpm-Wagen als Inlandswagen B 20-73 im Einsatz (27 Stück) und daneben noch einige der von der SNCF übernommenen Gepäckwagen.

### Triebwagen/Triebzüge

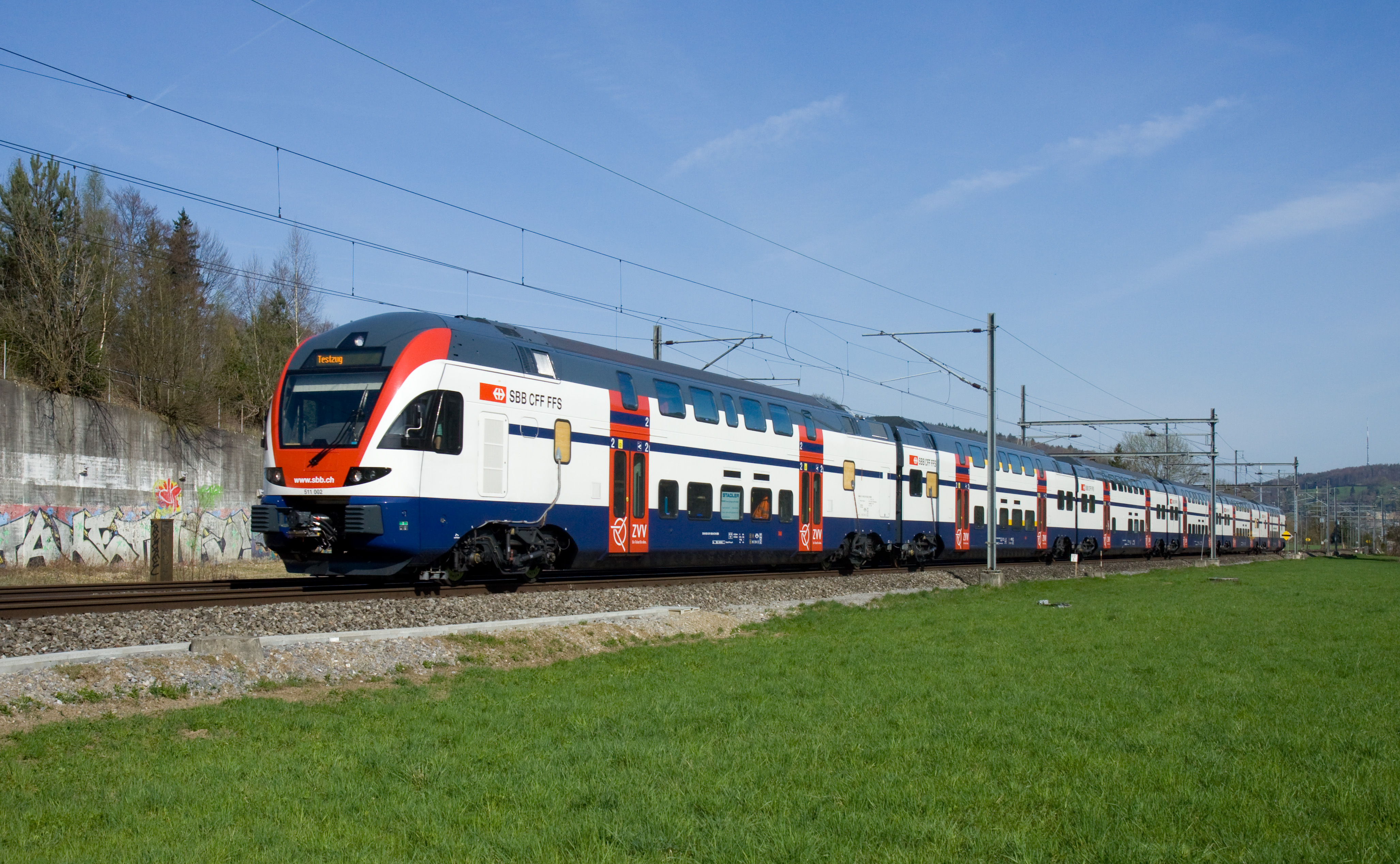
Neuester Triebzug (S-Bahn Zürich): eine RABe 511 auf einer Testfahrt zwischen Winterthur und Kemptthal

Erste elektrische Triebwagen (Baujahr 1909) stammen noch von der Seetalbahn, die 1922 übernommen wurde. Grössere Serien von Triebwagen blieben bis nach 1950 die Ausnahme: Be 4/6 (1923), De 4/4 (1927), BDe 4/4 (1952), RBe 4/4 (1959), SBB RBDe 4/4 NPZ (1984) und RABe 520 GTW (2002).
Erste Triebzüge wurden für die Einführung des Taktfahrplans (annähernd Halbstundentakt) auf der Linie Zürich–Meilen–Rapperswil im Jahr 1967 beschafft: RABDe 12/12 Mirage (1965) und RABDe 8/16 Chiquita (1976). Seit den 1990er-Jahren setzen sich verstärkt Triebzüge im Personenverkehr durch: RABDe 500 ICN (1999), RABe 523 (et al.) FLIRT (2004), RABe 514 DTZ (2006), SBB RABe 511 Regio-Dosto (2010), SBB RABe 502 FV-Dosto (2018) und SBB RABe 512 IR-Dosto (2023).
Zu den bekannten historischen Triebzügen gehören die beiden Roten Pfeile (RAe 2/4) und der Churchill-Doppelpfeil (RAe 4/8). International verkehrten als Trans-Europ-Express (TEE) die Dieseltriebzüge RAm TEEI (1957), die innert kurzer Zeit durch die Vierstrom-Triebzüge RAe TEEII (1961) ersetzt wurden.

### Kinderwagen

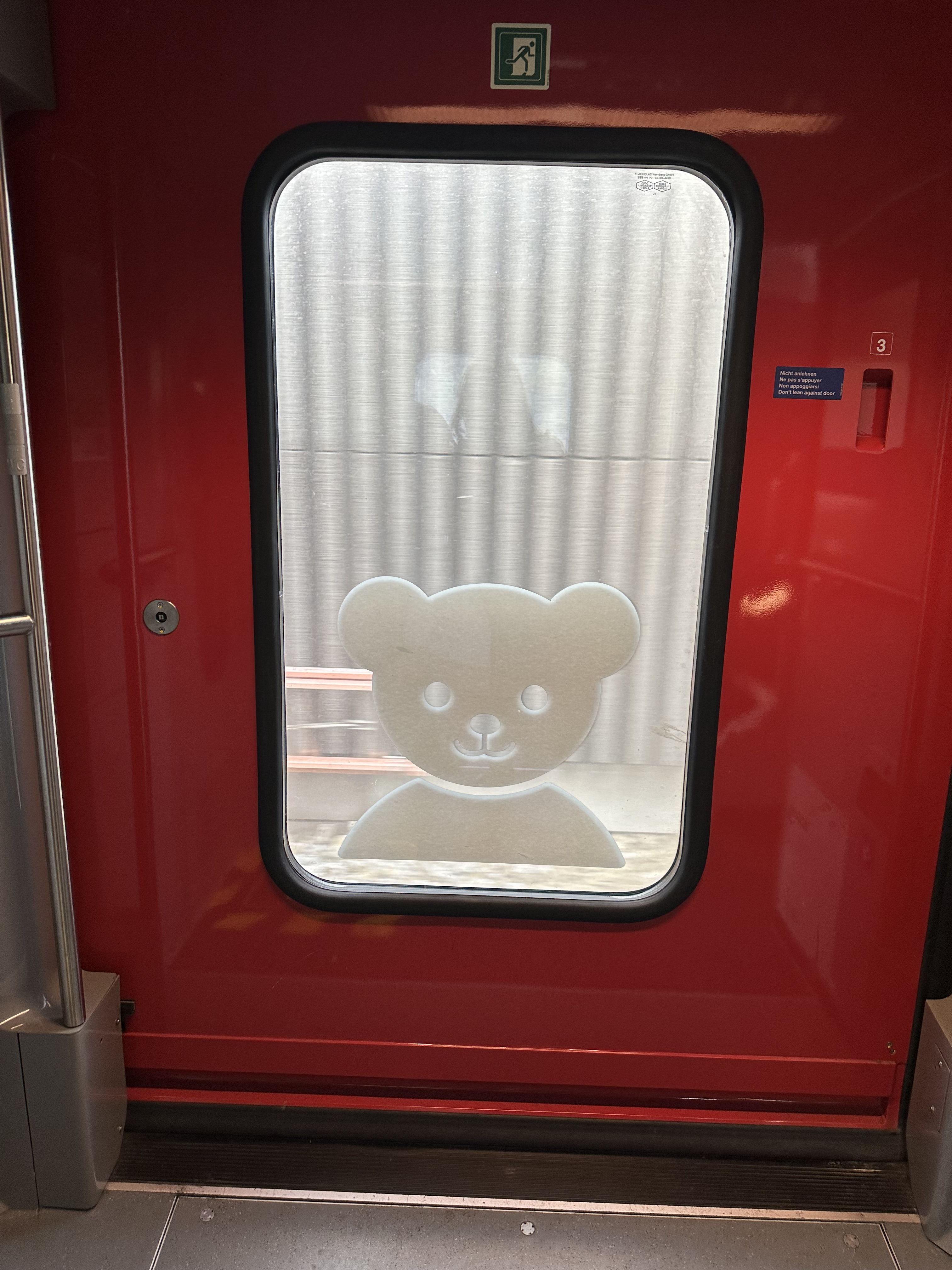
Kinderwagen
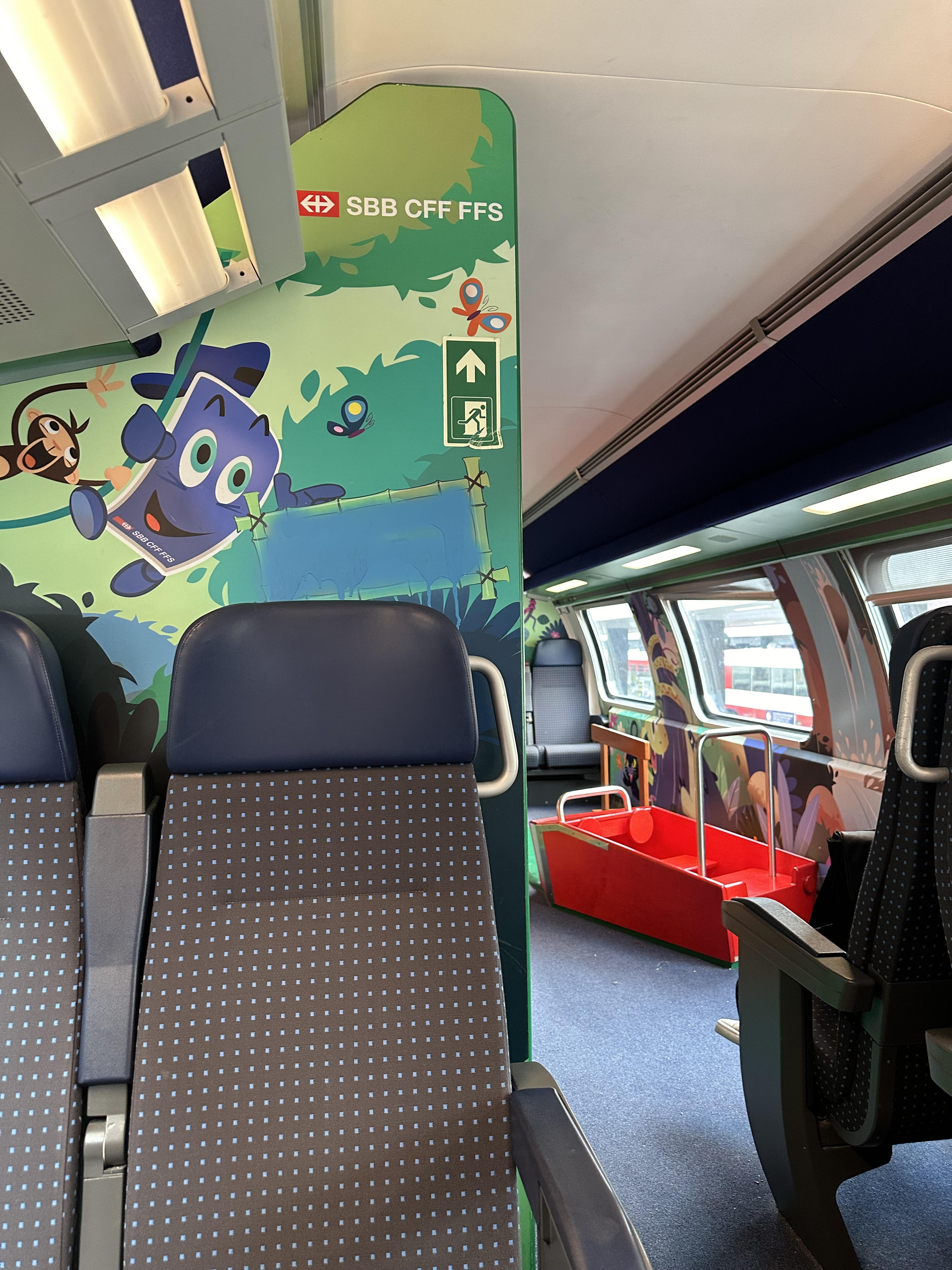
Kinderwagen mit Spielen

### Rangierfahrzeuge
Aufgrund des hohen Elektrifizierungsgrads kommen insbesondere in den Personenbahnhöfen elektrische Rangierlokomotiven und Traktoren zum Einsatz. Einsatzgebiete von thermischen Fahrzeugen beschränken sich traditionell auf die Bedienung nicht elektrifizierter Anschlussgleise im Einzelwagenladungsverkehr (EWLV), den Betrieb der Rangierbahnhöfe sowie das Führen von Bauzügen und Rettungszügen.
Durch die Divisionalisierung sind die thermischen Fahrzeuge weitgehend zwischen den Divisionen Infrastruktur und Güterverkehr aufgeteilt. Entgegen der Bauartbezeichnung E für Rangierlokomotiven tragen aufgrund der technischen Daten (Leistung, Höchstgeschwindigkeit) etliche thermischen Serien die Bauartbezeichnungen A und B für Streckenlokomotiven. In grösserer Stückzahl (jeweils mehr als 20 Fahrzeuge) wurden bisher vier Serien beschafft: Em 3/3 (1959), Bm 4/4 (1961), Am 841 (1996), Am 843 G 1700-2 BB (2004).
Bei den elektrischen Rangierfahrzeugen wird die Bauartbezeichnung E streng eingehalten; die einzige grosse, allerdings heterogen zusammengesetzte Serie sind die seit 1928 gebauten Ee 3/3.

## Busverkehr
Die SBB sind seit Beginn des 21. Jahrhunderts auch im öffentlichen Busverkehr tätig. Von 2006 bis 2017 betrieb der SBB-Bus Zofingen/Reiden, eine gemeinsame Tochtergesellschaft von SBB und BDWM Transport, das regionale Busnetz um Zofingen im Kanton Aargau. In Zusammenarbeit mit Aare Seeland mobil wird die Buslinie Herzogenbuchsee–Wynigen zusammen mit der Auto AG Uri und den VBL der Tellbus Altdorf–Luzern betrieben. Im Auftrag des Kantons Glarus betreiben die SBB gemeinsam mit Niederer Bus den GlarnerBus.

## Töne der SBB

### Tonfolge SBB–CFF–FFS
Seit 2002, dem 100-Jahre-Jubiläum, setzen die Bundesbahnen die drei Buchstaben in den drei Sprachen als Tonfolge ein: «Es – B – B», «C – F – F», «F – F – Es». Da es kein S gibt, wird der Ton Es verwendet. Tatsächlich werden auf dem letzten Zweiklang die beiden Töne B und Ges gespielt. Umgesetzt wurde die Tonfolge mit einem Vibraphon. An grossen Bahnhöfen werden alle Töne gespielt, bei kleineren nur die Buchstaben der dort vorherrschenden Landessprache. Unterwegs wird beispielsweise von Zürich her vor der Ankunft in Biel/Bienne das französische Signet abgespielt. Jedoch erklingt bei der Abfahrt von Biel in umgekehrter Richtung das deutsche Signet, weil der nächste Bahnhof – Grenchen Süd – deutschsprachig ist. Fährt ein Zug gen Tessin ein, wird «F – F – Es» abgespielt. Auch bei Durchsagen in Zügen der SBB wird eingangs die Tonfolge verwendet.

### Durchsagen in Bahnhöfen und Zügen
Früher wurden in Bahnhöfen und Zügen Durchsagen durch das dort arbeitende Personal live gemacht. Nach und nach wurden immer mehr aufgezeichnete Tonaufnahmen abgespielt. Auf Deutsch stammten diese ab 2007 von der Schauspielerin und Sprecherin Isabelle Augustin. Die rund 6000 Sequenzen konnten bei Bedarf zusammengesetzt und abgespielt werden. Damit der Redefluss möglichst natürlich wirkt, mussten die Haltestellen in zwei Versionen aufgezeichnet werden: einmal mit der Betonung in der Satzmitte, einmal am Satzende. Gab es neue Haltestellen, so mussten diese neu aufgenommen werden.
2020 wurde die Software erneuert und eine Text-to-Speech Lösung eingeführt, welche auf digital produzierten Aufnahmen menschlicher Stimmen beruht (halb Mensch, halb Maschine, hiess es dazu in der Presse). Damit können aus einzelnen Wörtern beliebige Sätze generiert werden, auch solche, welche nicht schon vorproduziert sind. Diese Durchsagen werden täglich bei 30'000 bis 60'000 Ansagen verwendet (Stand 2020).
Im Störungsfall kommen die Menschen zum Zug: Nach drei Minuten sollen die Passagiere ein erstes Mal über die Störung informiert werden. Im Regionalverkehr macht der Lokomotivführer die erste Durchsage, im Fernverkehr ist es der Zugchef. Gemäss einem Lokomotivführer sind diese in den 2010er-Jahren von den SBB offiziell ermuntert worden, die Fahrgäste am Morgen zu begrüssen und am Abend zu verabschieden.